# کیفته گیوه سین
کیفته گیوه سین، روستایی از توابع بخش پادنا شهرستان سمیرم در استان اصفهان ایران است.

## جمعیت
این روستا در دهستان پادنا وسطی قرار دارد و بر اساس سرشماری مرکز آمار ایران در سال ۱۳۹۵، جمعیت آن ۱٬۲۶۰ نفر (۳۵۲ خانوار) بوده‌است.